# 壬生綱重
壬生 綱重（みぶ つなしげ）は、室町時代後期から戦国時代にかけての武将。下野宇都宮氏の家臣。下野国壬生城、鹿沼城主。壬生氏2代当主。

## 略歴
文安5年（1448年）、壬生胤業の子として誕生。
主君・宇都宮忠綱の命で鹿沼氏を攻略し、鹿沼の支配を任され鹿沼城を本拠とする。しかし、宗長の日記によると永正6年（1509年）の時には既に壬生氏の鹿沼地方への進出が読み取れる事や、綱重の没するまでは、忠綱の父・宇都宮成綱が隠居の身ではありながら実質的な主君であったため、成綱の命で鹿沼を攻略した可能性も十分にある。また、「皆川正中録」では、壬生氏が鹿沼を治めたのは大永3年（1523年）の河原田合戦以降であるとされているがその時には綱重は没しており、どちらが正しいかは不明である。壬生城には、嫡男・綱房を置いた。
永正6年（1509年）には、白河の関を見ようと下野に立ち寄った連歌師・宗長を鹿沼の館に招いて連歌会を開いた。その際に宗長は同年齢である綱重に親しみを込めて歌を詠んでいる。永正9年（1512年）に宇都宮成綱と芳賀高勝の対立によって宇都宮錯乱が起こると、綱重は成綱に協力し、乱を鎮めるのに貢献し、宇都宮氏の重臣としての地位を獲得した。その後も順次勢力を拡大し、日光山領の支配権も手中に収めたという。
永正13年9月17日（1516年10月12日）、死去。享年69。

## その他
「下野国誌」によると綱重は大永3年（1532年）に没したとされ、同年中に坂田山に築城し、名を鹿沼城としたという。